# 新疆生产建设兵团第一师沙井子灌区水利管理处
新疆生产建设兵团第一师沙井子灌区水利管理处，是中华人民共和国新疆维吾尔自治区阿拉尔市下辖的一个类似乡级单位。

## 行政区划
新疆生产建设兵团第一师沙井子灌区水利管理处下辖以下地区：
机关社区、水库管理所生活区、一连、二连、养护队、库西区和棉花加工生活区。

## 延伸阅读
- 沙井子灌区水利管理处史志编纂委员会 编. . 新疆人民出版社. 2008年.
- 沙井子灌区水利管理处史志编纂委员会 编. . 新疆人民出版社. 2009年.